# Вікові дерева сосни (пам'ятка природи)
Вікові́ дере́ва сосни́ — ботанічна пам'ятка природи місцевого значення в Україні. Розташована  межах  Дубенського району Рівненської області, на території колишньої Михайлівської сільської ради. 
Площа 0,1 га. Заснований рішенням облвиконкому № 33 від 28.02.1995 року. Перебуває у віданні ДП «Дубенський лісгосп» (Радивилівське л-во, кв. 113, вид. 10). 
Статус надано для збереження високопродуктивних соснових насаджень. Пам'ятка природи є ділянкою соснового лісу природного походження. Вік дерев 120-150 років, діаметр 60-70 см. Рослинність ділянки характерна для даних лісорослинних умов. Тут трапляється мітлиця тонка, нечуйвітер волохатенький, підмаренник запашний, фіалка Рейхенбаха, ожика волосиста та інші види.